# بلال بن عبد الله بن عمر بن الخطاب
بلال بن عبد الله هو ابن الصحابي عبد الله بن عمر بن الخطاب وأحد التابعين وروى عددا من الاحاديث النبوية عن عبد الله بن عمر.

## من الأحاديث التي رواها
حدثنا أحمد بن يحيى بن خالد بن حيان الرقي، ثنا يحيى بن بكير، ثنا عرابي بن معاوية، عن عبد الله بن هبيرة السبائي، حدثني بلال بن عبد الله بن عمر أن أباه عبد الله بن عمر قال يوما: إن رسول الله ﷺ قال: «لا تمنعوا النساء حظوظهن من المساجد»، فقلت: أما أنا فسأمنع أهلي، فمن شاء فليسرح أهله فالتفت إلي، فقال: «لعنك الله، لعنك الله، لعنك الله، تسمعني أقول: إن رسول الله صلى الله عليه وسلم أمر أن لا يمنعن، وتقول: هذا، ثم بكى، وقام مغضبا».